# Diocesi di Tocco Caudio
La diocesi di Tocco  è una diocesi soppressa della Chiesa cattolica, che aveva sede a Tocco Caudio.

## Storia
La bolla di papa Stefano IX del 1058 elencava Tocco fra le sedi di vescovato suffraganee dell'arcidiocesi di Benevento. Tale vescovato dovette nascere con i cambi di assetto dovuti all'avvento dei Normanni, e doveva avere pertinenza almeno su tutta la Valle Vitulanese. Se ne perdono le tracce già nel 1109: in tale anno la massima chiesa di Tocco, San Pietro, era soltanto arcipretale; ed anzi Roberto di Alife, signore anche di Tocco, la privava di tale dignità per darla alla chiesa di Sant'Andrea a Cacciano, forse perché quest'ultima godeva di una posizione centrale nella valle. L'arcivescovo di Benevento Vincenzo Maria Orsini nel 1695 identificava esplicitamente l'ex cattedrale di Tocco con la chiesa di San Pietro, che non è più esistente. Il primato della chiesa di Cacciano sulla Valle Vitulanese era ancora riconosciuto agli inizi del XX secolo.